# Biblioteca Nacional de Grecia
La Biblioteca Nacional de Grecia (en griego: Εθνική Βιβλιοθήκη της Ελλάδος) fue fundada en 1832 y se ubica en Atenas. El edificio de esta institución, de estilo neoclásico, fue diseñado por el arquitecto danés Theophil von Hansen, como parte de una trilogía que también incluyó la Academia y la antigua Universidad de Atenas.
Está formado por seis columnas de estilo dórico al igual que otros grandes edificios helenos como el Partenón o el templo de Hefestión y en la entrada tiene una bella escalera. En su interior, una gran sala de lectura rodeada de columnas y en la parte superior hay un techo de cristal, que llena la sala de luz natural.
Su gran colección de manuscritos antiguos y pergaminos de gran antigüedad. La Biblioteca Nacional también cuenta con mapas y archivos de la guerra de la Independencia de 1821, partituras de música bizantina, algunos fragmentos de los evangelios de san Mateo que pertenecieron a una Biblia del siglo VI y una primera edición de las epopeyas e himnos del escritor heleno Homero.

## Historia
La idea original para establecer una Biblioteca Nacional fue del helenista Johann Jakob Mayer , en un artículo de agosto de 1824 de su periódico Ellinika Chronika , publicado en Missolonghi , donde Mayer y Lord Byron habían estado promoviendo la independencia de Grecia . La idea de Mayer fue implementada en 1829 por el nuevo gobierno griego de Ioannis Kapodistrias, que agrupó la Biblioteca Nacional con otras instituciones intelectuales como escuelas, museos nacionales e imprentas. Todos estos fueron colocados en un edificio (que luego se usaba como orfanato) en la isla Aegina y supervisados por Andreas Moustoxydis., quien así fue nombrado presidente del comité del Orfanato, director del Museo Arqueológico Nacional de Atenas y director de la Escuela Nacional.
En 1842, la Biblioteca Pública se fusionó con la biblioteca de la Universidad de Atenas (15 000 volúmenes) y se alojó junto con la colección de divisas en el nuevo edificio de la Universidad de Otto . El primer director (entonces llamado "presidente") fue Georgios Kozakis-Typaldos de la institución recientemente ampliada, siéndolo  hasta 1863. En este momento, la Biblioteca se enriqueció con donaciones significativas y con libros raros en idiomas extranjeros sobre todo Europa. Con la carta real de 1866, las dos bibliotecas se fusionaron y fueron administradas como la "Biblioteca Nacional de Grecia" . De 1877 a 1910, su director fue Michael Deffner.